# Équipe d'Angleterre féminine de rugby à sept
L'Équipe d'Angleterre féminine de rugby à sept est l'équipe qui représente l'Angleterre dans les principales compétitions internationales de rugby à sept féminin au sein de la World Rugby Women's Sevens Series, de la Coupe du monde de rugby à sept, des Jeux du Commonwealth excepté les Jeux olympiques d'été (Grande-Bretagne).

## Histoire
Depuis 1997, une équipe d'Angleterre féminine dispute le Tournoi de Hong-Kong féminin.
Alors que s'ouvre la première édition des Women's Sevens World Series pendant la saison 2012-2013 (en), la sélection anglaise prend part à la compétition en tant qu'équipe permanente,,.
À l'intersaison 2022, les Fédérations anglaise, écossaise et galloise décident conjointement d'aligner une équipe commune de Grande-Bretagne dès la saison 2022-2023 des séries mondiales, sur le principe des Jeux olympiques. Chacune des équipes nationales reste néanmoins indépendante dans le cadre de la Coupe du monde et des Jeux du Commonwealth.

## Palmarès
Coupe du monde (première édition en 2009)
- 2009 ( Émirats arabes unis) : Cinquième
- 2013 (Russie) : Sixième
- 2018 (États-Unis) : Neuvième

World Rugby Women's Sevens Series (première édition en 2012-2013)
- 2012-2013, classement final 2e, 1 étape gagnée
- 2013-2014, classement final 4e
- 2014-2015, classement final 4e
- 2015-2016, classement final 4e, 1 étape gagnée
- 2016-2017, classement final 8e
- 2017-2018, classement final 8e

## Joueuses
Voici une liste de joueuses retenues en 2012 pour un tournoi de la World Rugby Women's Sevens Series.
- Rachael Burford
- Heather Fisher
- Sonia Green
- Natasha Hunt
- Sarah McKenna
- Katherine Merchant
- Isabelle Noel-Smith
- Alice Richardson
- Emily Scarratt
- Michaela Staniford (C)
- Joanne Watmore
- Kay Wilson